# Tizio (lampada)
Tizio è una lampada da scrivania progettata dal designer tedesco Richard Sapper nel 1972 per l’azienda d’illuminazione Artemide. Si tratta di una delle icone del design italiano. È esposta nei più importanti musei del mondo tra i quali: Museum of Modern Art, Metropolitan Museum e Victoria and Albert Museum.

## Storia
Il nome "Tizio" è stato suggerito da Ernesto Gismondi, ingegnere aeronautico, perché pensava di riuscire a convincere Tizio, Caio e Sempronio con questa lampada, e quindi di poter soddisfare chiunque.
La lampada Tizio fu sviluppata a partire da una conversazione di Sapper con Ernesto Gismondi, che con l’architetto Sergio Mazza aveva fondato nel 1959 la Artemide. Nel 1970, Gismondi propose a Sapper di disegnare una lampada da scrivania. Sapper proponeva un prodotto che rifletteva le esigenze di se stesso quando lavorava e che così spiegò: “Volevo una lampada da disegno che avesse un ampio raggio di movimento, e che, nonostante questa caratteristica, fosse poco ingombrante”. Inoltre, la sua lampada illuminava direttamente la superficie sottostante, senza costringere il disegnatore a stare troppo vicino al riflettore.
Il frutto del suo lavoro coniugava le nuove tecnologie (la lampadina alogena) con la struttura progettata con meticolosa attenzione e molto flessibile. Nel complesso la lampada Tizio, le cui componenti superano il centinaio, coniuga in maniera notevole l’abilità ingegneristica con la semplicità di una forma essenziale ed elegante. Artemide mette in produzione Tizio nel 1972.
Anche se fu concepita come lampada da lavoro, divenne molto popolare come elegante complemento per l’arredamento di interni, sia negli studi high-tech degli anni '60 che nei loft degli anni '90.
“Icona del design, la lampada da tavolo Tizio è conosciuta in tutto il mondo, presente sulle scrivanie di moltissimi uffici, protagonista di arredi in innumerevoli pellicole cinematografiche […].”
Nonostante sia stata progettata negli anni Settanta, Tizio è tuttora considerata oggetto simbolo di qualità, funzionalità ed eleganza del "Made in Italy". Frutto di un’amicizia divenuta collaborazione professionale tra Sapper e Gismondi, nasce dal desiderio di quest’ultimo di progettare una “[…] lampada da disegno che avesse un ampio raggio di movimento, e che, nonostante questa caratteristica, fosse poco ingombrante.”

## Tecnologie e materiali
La lampada è prodotta in metallo rifinito con un leggerissimo rivestimento di nylon rafforzato con fibra di vetro ed è costituita da due coppie di bracci paralleli che permettono un'ampia serie di posizioni. La stabilità di queste posizioni è determinata da contrappesi in acciaio fissati alle estremità delle coppie di bracci.
Per quanto riguarda l'illuminazione, Tizio è dotata di una lampada alogena a 12 Volt, alimentata da una corrente continua che passa attraverso i bracci metallici. Tale tensione non crea pericolo di folgorazione all’utente in caso di contatto con i bracci. La base è un cilindro che contiene il trasformatore a bassa tensione (12 Volt) il quale è poggiato su una piatto girevole che permette una rotazione di 42° a destra e a sinistra. Sulla facciata superiore della base c’è un interruttore che permette di accendere la lampada con due intensità differenti. Sulla base sono applicate con dei rivetti due fasce metalliche per l’ancoraggio dei bracci.
Questa soluzione rende superfluo l’utilizzo di cavi elettrici che ne comprometterebbero la resa estetica lineare e pulita della lampada.
La struttura è di alluminio verniciata a polveri, prodotta in due versioni: nera e bianca.
Ha giunti che non prevedono viti, ma si fissano grazie ad un meccanismo a pressione, in modo tale che se la lampada cade, gli attacchi si staccano invece di rompersi e possono essere rimessi al loro posto.
Le unioni-perno tra i bracci sono realizzate con bottoni a pressione metallici da abbigliamento che permettono un assemblaggio facile e veloce. 
Lampada Tizio è ancora oggi un'icona del design high tech.

### Dimensioni e modelli

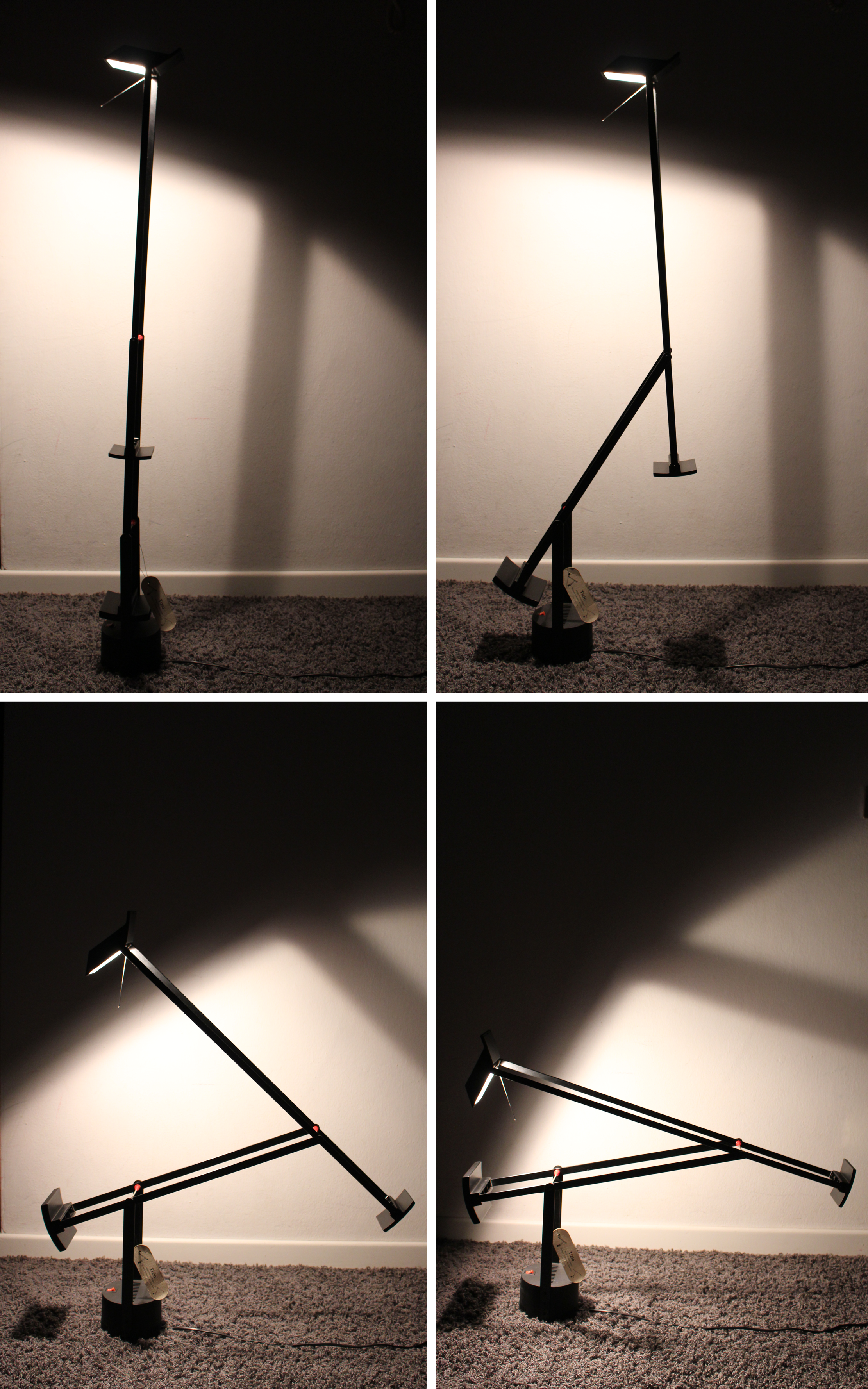
Configurazioni lampada

Le molteplici configurazioni della lampada non permettono di identificare delle dimensioni di massima. Di seguito le dimensioni di due configurazioni estreme.
| Larghezza | Altezza |
| --------- | ------- |
| 780 mm    | 600 mm  |

| Larghezza | Altezza |
| --------- | ------- |
| 110 mm    | 1190 mm |

| Larghezza | Altezza |
| --------- | ------- |
| 1080 mm   | 315 mm  |

La lampada appartiene ad una famiglia di prodotti che variano in dimensioni e tipologia di illuminazione. Esistono tre declinazioni di dimensioni: Micro (piccola), media e grande da terra. La lampada piccola si presenta come una riduzione in scala di quella originale (media) mentre quella grande ha una base più alta. Per quanto riguarda la tipologia di illuminazione esiste la versione con il sistema a led.

## Sicurezza
La lampada ha dovuto subire una modifica in tema di sicurezza per poter essere distribuita in Danimarca. Infatti il Governo danese ha imposto che la lampada fosse modificata in modo tale che la testa con la lampadina non potesse entrare in contatto con la superficie d’appoggio. La soluzione adottata da Sapper è l'applicazione di una sottile asticella metallica, con un piccolo pomolo all'estremità, sotto la testa della lampada.

## Valori

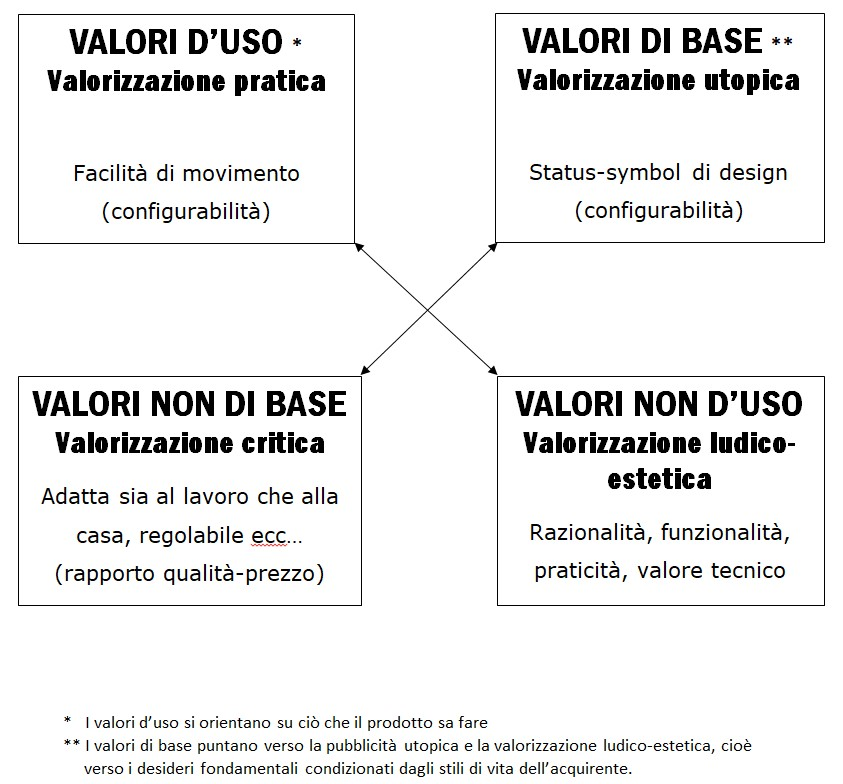
Evidenziazione dei valori della lampada Tizio secondo il quadrato di Floch.

### Aspetti plastici
Tizio viene prodotta nella versione nera e bianca, conferendo così due caratteri diversi: la nera professionale e tecnica, la bianca più delicata e discreta. Dalla relazione degli elementi della lampada si riconoscono dei contrasti tra le linee rette e curve che generano opposizioni topologiche. Un esempio è dato dal rapporto tra gli elementi voluminosi periferici (base, contrappesi e riflettore) e da quelli lineari (bracci) che fungono da connettori della struttura. Alcuni elementi come il piccolo pulsante di accensione, le giunzioni plastiche ed il pomolo all’ estremità dell'asticella sotto il riflettore spiccano sul resto dell’oggetto per attirare l’attenzione sulle parti con cui interagire.

### Forme
Le morfologie degli elementi della lampada sono solidi primitivi, geometrici e curvi. Questa contrapposizione tra elementi spigolosi ed altri più morbidi crea un equilibrio visivo. Degne di nota sono anche le forme che la lampada assume nelle sue diverse configurazioni, sempre armoniose ed equilibrate in qualunque posizione.

### Funzionalità
Tizio possiede le componenti classiche di una lampada da tavolo o da terra. Le sue componenti restituiscono in modo chiaro la sua funzione: la base con un piccolo interruttore per l'accensione, la testa quale elemento di illuminazione, i bracci per il supporto e la configurazione secondo le esigenze dell'utente. L'asticella metallica posta sotto il riflettore, oltre a garantire la sicurezza sopracitata, permette l'inclinazione dello stesso.

## Premi e riconoscimenti
- 1979 Compasso d’Oro/ ADI Segnalazione – Milano (Italia)[8]
- 1973 Casamica – Per l’accessorio Milano (Italia)[8]
- 1981 BIO 9 – Gold Medal Ljubljana (Slovenia)[8]
- 1980 House Industrieform Design Zentrum Nordrhein Westfalen Essen (Germania)[8]